# 玄機解碼
《玄機解碼》（英語：Fortune Decoding）是香港有線電視娛樂台的電視節目，2006年首播，在星期六晚上10時至11時時段播出，由車淑梅主持，及三位堪輿學家李丞責、麥玲玲、楊天命擔任嘉賓主持。節目每集訪問一位藝人或名人嘉賓，以面相、掌相、八字等角度分析其人生，包括事業、感情及命格。
有線電視第1台由2008年10月7日起至10月30日重播。

## 每集嘉賓
| 集數          | 首播日期 | 嘉賓主持       | 嘉賓                           |
| 2006年        |          |                |                                |
| 第一集        | 9月2日   | 李丞責         | 何守信                         |
| 第二集        | 9月9日   | 楊天命、麥玲玲 | 吳嘉龍、陳嘉容                 |
| 第三集        | 9月16日  | 李丞責         | 洪朝豐                         |
| 第四集        | 9月23日  | 麥玲玲         | 黎小田                         |
| 第五集        | 9月30日  | 楊天命         | 夏韶聲                         |
| 第六集        | 10月7日  | 李丞責         | 鄭經翰                         |
| 第七集        | 10月14日 | 麥玲玲         | 薰妮                           |
| 第八集        | 10月21日 | 楊天命         | 賈思樂                         |
| 第九集        | 10月28日 | 李丞責         | 楊盼盼                         |
| 第十集        | 11月4日  | 麥玲玲         | 焦媛                           |
| 第十一集      | 11月11日 | 楊天命         | 李莉莉                         |
| 第十二集      | 11月18日 | 麥玲玲         | 威利（馮偉林）                 |
| 第十三集      | 12月2日  | 李丞責         | 黃夏蕙                         |
| 第十四集      | 12月9日  | 麥玲玲         | 黎愛蓮（Irene Ryder）          |
| 第十五集      | 12月16日 | 麥玲玲         | 森森（黎小斌）、斑斑（黎小雯） |
| 第十六集      | 12月23日 | 楊天命         | 潘迪華                         |
| 第十七集 (上) | 12月30日 | 李丞責         | 梅艷芳母親（梅覃美金）         |
| 2007年        |          |                |                                |
| 第十七集 (下) | 1月6日   | 李丞責         | 梅艷芳母親                     |

- 註：11月25日因播放台灣金馬獎，暫停播映。

## 備註
1. 1 2  見香港國際發行有限公司之此節目網頁。

## 連結
- 香港國際發行有限公司（有線電視節目代理商) 之《玄機解碼》網頁
- http://www.21126888.com/highlight/0612/entertainment/0001.asp%5B%5D
- http://hk.news.yahoo.com/060825/12/1rz7h.html%5B%5D
- http://life.mingpao.com/cfm/dailynews3b.cfm?File=20060916/nalmb/mbf1.txt （页面存档备份，存于）